# JETT: The Far Shore
JETT: The Far Shore est un jeu vidéo indépendant d'aventure co-développé par Superbrothers (en) et Pine Scented, sorti en octobre 2021 sur PC (dont Windows), PlayStation 4 et PlayStation 5.

## Trame
L'histoire prend place dans un univers fictif.
Le scénario suit Mei qui a embarqué pour un voyage interstellaire à bord d'un vaisseau spatial nommé Mother Structure. Mei est une éclaireuse et appartient à un programme spatial. Après un sommeil de mille années, Jao, le superviseur du programme spatial, déploie en premier l'unité d'éclaireur de Mei « sur une planète océanique [afin de] trouver un sanctuaire et éviter l’extinction de leur espèce ». Mei et son copilote Isao sont amenés à sillonner cette planète dans le but d'élucider le mystère de l'Hymnwave, une « invitation stellaire » qui a incité leur peuple à explorer ces rivages.

## Système de jeu
JETT: The Far Shore est un jeu d'aventure qui met l'accent sur l'exploration d'un monde fictif. Le joueur contrôle et dirige le vaisseau de Mei qui survole les paysages d'une planète aqueuse. Le jeu se déroule dans un monde ouvert.
Le jeu supporte le retour haptique du contrôleur DualSense.

## Développement
Dans un billet de blog sur le site PlayStation Blog, l'un des co-créateurs Craig D. Adams dévoile quelques aspects de la création de JETT: The Far Shore. Le projet est d'abord imaginé par Craig D. Adams de Superbrothers (en) et Patrick Allister de Pine Scented (tous deux directeurs de la création), lesquels se concentrent sur la mise au point d'un concept et d'un design pour le jeu. En effet, les deux codirecteurs envisagent quel « type de jeu vidéo [ils aimeraient] offrir au monde ». En outre, le projet prend réellement forme lorsque Scntfc (en), nom de scène de Andrew Rohrmann, compose la bande-son et la musique du jeu. Plus tard, les codirecteurs recrutent plusieurs personnes pour parfaire le développement de JETT: The Far Shore.
La sortie du jeu est prévue pour la fin d'année 2020 sur PlayStation 4 et au moment du lancement de la PlayStation 5. Le jeu est également distribué via l'Epic Games Store sur PC.